# 프테로스페르마과
프테로스페르마과(Pterospermataceae)는 피라미모나스강 피라미모나스목에 속하는 녹조류과의 하나이다. 2속 19종으로 이루어져 있다.

## 하위 속
- Polyasterias - 유일종 P. problematica[2]
- 프테로스페르마속 (Pterosperma) - 18종